# Прусице (гмина)
Прусице (пол. Prusice) — городско-сельская гмина (волость) в Польше, входит как административная единица в Тшебницкий повет, Нижнесилезское воеводство. Население — 9195 человек (на 2004 год).

## Демография
| Перепись                       | Всего   | Всего | Женщины | Женщины | Мужчины | Мужчины |
| ------------------------------ | ------- | ----- | ------- | ------- | ------- | ------- |
| Единицы                        | человек | %     | человек | %       | человек | %       |
| Население                      | 9195    | 100   | 4559    | 49,6    | 4636    | 50,4    |
| Плотность населения (чел./км²) | 58,2    | 58,2  | 28,9    | 28,9    | 29,3    | 29,3    |

## Сельские округа
1. Борув
2. Борувек
3. Бжезьно
4. Будзич
5. Ходлевко
6. Дембница
7. Голя
8. Гурово
9. Ягошице
10. Кашице-Вельке
11. Копашин
12. Косиново
13. Кросцина-Мала
14. Кросцина-Велька
15. Лигота-Стара
16. Лиготка
17. Павлув-Тшебницки
18. Пенкшин
19. Петровице-Мале
20. Пётрковице
21. Прусице
22. Рашовице
23. Скокова
24. Струпина
25. Свежув
26. Вилькова
27. Вшемирув

## Соседние гмины
1. Гмина Оборники-Слёнске
2. Гмина Тшебница
3. Гмина Виньско
4. Гмина Волув
5. Гмина Жмигруд